# Лагуна Бич (телесериал)
«Лагуна Бич» (англ. Laguna Beach: The Real Orange County) — американский телесериал, который первоначально транслировался на канале MTV с 28 сентября 2004 года по 15 ноября 2006 года в течение трех сезонов и был сосредоточен на личной жизни нескольких студентов, посещающих среднюю школу Лагуна-Бич. Автор идеи — Лиз Гейтли. Исполнительный продюсер — Тони Дисанто.

## Сюжет
Шоу рассказывает о жизни нескольких студентов, посещающих среднюю школу Лагуна-Бич. Каждая часть начинается с закадрового повествования от ведущих героев, Лорен Конрад (сезон 1), Кристин Каваллари (сезон 2) и Тессы Келлер (сезон 3). Каждый сезон завершается финалом, обычно включающим в себя какое-либо важное событие. Большинство выпусков вращаются вокруг повседневной жизни студентов, но шоу делает акцент на их личной, а не студенческой жизни.
Шоу представляет Лорен Конрад, которая вместе с друзьями Ло Босвортом, Стивеном Коллетти, Морганом Олсеном, Треем Филлипсом и Кристиной Шуллер заканчивала свой выпускной год в средней школе Лагуна-Бич. Младшие ученики Кристин Каваллари и Талан Торрьеро заканчивали свой первый год обучения. Первый сезон был сосредоточен на любовном треугольнике с участием Конрад, Каваллари и Коллетти. Двое последних в конце концов завязали бурные романтические отношения. Между тем тесная дружба между Босвортом и Конрадом оказала на обоих стабилизирующее влияние, подобное связи между Ольсеном и Шуллером. Филлипс, сторонник вовлечения молодежного сообщества, координировал показ мод в пользу активной организации Young America. После окончания выпускного вечера старшеклассников, приближающегося к финалу сезона, они приготовились покинуть Лагуна-Бич, поскольку начали свое обучение в колледже.
К началу второго сезона Каваллари стала рассказчиком и координатором сериала. Она и ее друзья Джессика Смит и Алекс Хузер были вовлечены в конфликт с Алексом Муррелом и Тейлором Коулом, хотя они, казалось, помирились по ходу сезона. Несмотря на то, что Каваллари предпочитала оставаться незамужней в течение всего выпускного года, она хотела продолжить отношения с Коллетти, хотя последнему было трудно примириться с их динамикой. Вскоре после этого у Торрьеро появились романтические чувства к Каваллари и Коул, хотя обе девушки не были заинтересованы в отношениях с ним. Между тем Джейсон Уолер встречался со Смит, Мюррел и Конрад в разные периоды времени. Сезон закончился, когда недавно окончившие школу студенты готовились к отъезду в колледж. Кроме того, Конрад предложили роль в спин-оффе сериала под названием The Hills и она согласилась. Она переехала в Лос-Анджелес и занялась своей карьерой в модной индустрии.
В течение третьего сезона Тесса Келлер становится новым рассказчиком сериала и главной героиней, которая вовлечена в бурные отношения с Дереком Лебоном. Она и ее друг, Рокки Донателли враждуют с Киндрой Майо, Кэми Эдвардс и Никки Дауэрс. Келлер остается близкой с Чейзом Джонсоном, однако после того, как Донателли мирится со своей бывшей лучшей подругой, Брианной Конрад, она отдаляется от Келлер. Джонсон и его группа Open Air Stereo в конце концов подписывают контракт на запись с Epic Records. Тем временем Смит обнаруживает, что снова и снова вступает в отношения с Камероном Бринкманом.

## Дистрибуция
Сериал регулярно транслировался на MTV в США. Большинство эпизодов длятся примерно тридцать минут. Они доступны для скачивания в iTunes Store. Ранее сериал был доступен для просмотра через официальный сайт MTV, но после завершения сериала просмотр стал невозможен.